# Mouvement national des Québécoises et Québécois
Pour les articles homonymes, voir Mouvement national.
Le Mouvement national des Québécoises et Québécois (MNQ) a été fondé en 1947 et regroupe aujourd'hui 19 sociétés nationales et sociétés Saint-Jean-Baptiste (SSJB) membres réparties dans les différentes régions du Québec. Il a pour mission de défendre et promouvoir l’identité québécoise, la langue française, son histoire, sa culture et son patrimoine. Le MNQ est un mouvement issu de la société civile, indépendant des partis politiques, fédérant des sociétés membres partout au Québec.
Depuis 1984, le MNQ est responsable de la coordination des activités de la Fête nationale du Québec au nom du gouvernement du Québec. 

## Sociétés membres
Fondé à l'origine par neuf SSJB, le mouvement comprend aujourd'hui 19 sociétés membres :
- Société nationale des Québécoises et des Québécois d'Abitibi-Témiscamingue et du Nord-du-Québec (1954)
- Société nationale des Québécois et des Québécoises de la Capitale (1972)
- Société Saint-Jean-Baptiste du Centre-du-Québec
- Société nationale des Québécois de la Côte-Nord
- Société nationale de l'Est du Québec
- Société nationale Gaspésie-Îles-de-la-Madeleine
- Société nationale des Québécoises et Québécois des Hautes-Rivières
- Société nationale des Québécoises et Québécois de Lanaudière (1945)
- Société nationale des Québécoises et Québécois des Laurentides (1952)
- Société Saint-Jean-Baptiste de la Mauricie (1934)
- Société Saint-Jean-Baptiste de Montréal (1834)
- Société nationale des Québécois et des Québécoises de l'Outaouais
- Société nationale des Québécois Richelieu-Saint-Laurent
- Société Saint-Jean-Baptiste de Richelieu-Yamaska
- Société nationale des Québécoises et des Québécois du Saguenay-Lac-Saint-Jean
- Société nationale des Québécois du Suroît
- Société nationale des Québécoises et des Québécois de Chaudière-Appalaches (* affiliée à la Société nationale des Québécois de l'Amiante)
- Société nationale de l'Estrie
- Société nationale du Québec de Laval

## Histoire
À la veille des rébellions des Patriotes, le journaliste Ludger Duvernay fonde le 24 juin 1834 la première Société Saint-Jean Baptiste. Elle a pour but de réunir des gens autour d'un même idéal, celui de promouvoir la solidarité du peuple du Bas-Canada face aux revendications démocratiques formulées par l'Assemblée législative contre le pouvoir colonial britannique. Duvernay pose ainsi les bases de ce qui deviendra ultérieurement la Fédération des Sociétés Saint-Jean Baptiste. De concert avec ses acolytes, ce dernier fait du 24 juin la Fête nationale des Canadiens français, soit la Saint-Jean-Baptiste, ancêtre de la Fête nationale du Québec. Ces célébrations nationales se répandent rapidement dans tout le pays. Malheureusement, l'écrasement des rébellions par l'armée anglaise viendra mettre un terme à ces manifestations pendant plusieurs années.
À la suite des rébellions des Patriotes de 1837-1838 et de l'Acte d'Union de 1840, les Sociétés Saint-Jean Baptiste se multiplient à travers la province. Associations philanthropiques dont la devise commune est « nos institutions, notre langue et nos lois », elles ont pour objectif de créer des liens avec tous les Canadiens français. Les représentants de diverses Sociétés se rencontrent pour faire le point, évaluer la situation et discuter des moyens à prendre pour défendre les intérêts nationaux des Canadiens français.
En 1947, neuf SSJB du Québec (Sherbrooke, Trois-Rivières, Québec, Rimouski, Saint-Hyacinthe, Nicolet, Hull, Saint-Jean et Chicoutimi), forment la Fédération des Sociétés Saint-Jean-Baptiste du Québec lors de la tenue d'un congrès à Sherbrooke. Cet événement survient peu de temps après l'apparition de divergences de vues au sein d'une éphémère fédération (1945-1946) qui comprenait presque toutes les SSJB du Québec et de l'Ontario. Malgré tout, les SSJB du Québec et de l'Ontario continuent de collaborer étroitement jusque dans les années 1960.
La jeune fédération québécoise initie diverses actions et participe aux efforts de développement du Québec qui prend de la vitesse au lendemain de la Seconde Guerre mondiale. Ainsi, la fédération prend part à l'effort populaire qui mène à l'adoption du fleurdelisé comme drapeau du Québec en 1948, organise la Conférence nationale sur l'éducation qui aboutira, en 1964, à l'institution d'un ministère de l'Éducation, et contribue à la mise en branle des États généraux du Canada français.
1969, la fédération prend position « en faveur de la souveraineté politique totale du Québec », affirmant que la souveraineté « est une condition indispensable au développement ordonné des ressources humaines, physiques et économiques de la collectivité québécoise. »
En 1972, sous l'effet du mouvement de laïcisation qui touche toutes les institutions du Québec, la fédération prend le nom de « Mouvement national des Québécois ». Fortement engagé dans le combat contre le bilinguisme institutionnel et pour l'unilinguisme territorial, le MNQ est actif dans le mouvement politique qui s'oppose aux Loi pour promouvoir la langue française au Québec (1969) et Loi sur la langue officielle (1974) et appuie la politique interventionniste proposée par le Parti québécois.
À la suite de l'échec de l'option souverainiste au référendum québécois de 1980, le MNQ est désorienté. En 1982, ses bureaux ferment et il est question de dissoudre la fédération.
En 1984, année du 150e anniversaire de la SSJB, le gouvernement du Québec confie au MNQ la coordination des festivités de la Fête nationale du Québec.
Le début des années 1990 marque le retour des débats constitutionnels au Québec. En 1990, le MNQ fait campagne contre l'accord du Lac Meech puis joint ensuite sa voix à celle de tous ceux qui réclament la souveraineté du Québec. Le MNQ participe aussi activement à la Commission sur l'avenir politique et constitutionnel du Québec (commission Bélanger-Campeau) en présentant le mémoire "Sans les moyens d'un pays complet, le Québec ne fera bientôt plus le poids". 
En 1991, le MNQ prend le nom de « Mouvement national des Québécoises et des Québécois », mais conserve le sigle « MNQ ».
À partir de 1994, le MNQ accorde plus d'importance aux questions d'éducation et de citoyenneté, il participe à différentes commissions parlementaires, notamment aux États généraux sur l'éducation en 1995 où il demande la déconfessionnalisation des structures scolaires. 
En riposte à l'Avis rendu par la Cour suprême en 1999, le projet de loi C-20 du gouvernement fédéral qui vise à restreindre les pouvoirs de l'Assemblée nationale lors du prochain référendum, le MNQ organise aussitôt l'opération Boule de Neige, la riposte de la société civile québécoise à cette nouvelle offensive. « 50 + 1 » personnalités québécoises sont recrutées en l'espace d'un peu plus de 24 heures qui acceptent de participer au lancement de cette opération.
Entre janvier et mai 2000, le MNQ coordonne une importante campagne de promotion de la souveraineté, la seule depuis le référendum de 1995. Quinze représentations du Théâtre Parminou dans les cégeps, une quarantaine de conférences et de débats publics ainsi que des opérations d'affichage et de relations de presse sont organisées à la grandeur du Québec. Une campagne d'affichage dont le thème est "Le temps du fédéralisme est écoulé" voit aussi le jour.
Le MNQ crée en 2002 l'Institut de recherche sur le Québec. Ce dernier a pour mission de susciter, de soutenir et de diffuser des recherches et des textes d'opinion touchant les enjeux actuels du développement du Québec.
Le MNQ accentue aussi ses pressions pour l’établissement d’une politique nationale de commémoration, et désire ainsi donner un caractère officiel à des événements historiques importants dans la formation de l’identité québécoise. À ce sujet, le Mouvement a organisé les États généraux sur les commémorations historiques en octobre 2016. Par ailleurs, le MNQ joue un rôle de premier plan pour la préservation de la mémoire collective, en organisant les célébrations entourant la Journée nationale des patriotes et le Jour du drapeau. 
Le MNQ est également responsable des Rendez-vous culturels de 2017 à 2025, programme destiné aux nouveaux arrivants afin de leur donner le goût du Québec par la culture. Ce programme d’une durée de 2 mois, réunit des immigrants possédant déjà une langue française opérationnelle, en les faisant participer à des activités culturelles de leur région. 
Le fonds d'archives du Mouvement national des Québécoises et des Québécois est conservé au centre d'archives de Montréal de Bibliothèque et Archives nationales du Québec.

## Anciennes présidences[8]
- Rodolphe Giroux (1947-1949)
- Charles Lever (1949-1950)
- Docteur G. Antoine Grondin (1950-1952)
- Gérard Turcotte (1952-1955)
- Joseph-Émile Boucher (1955-1956)
- Gaston Rondeau (1956-1959)
- Maître Richard Rioux (1959-1960)
- Maître Albert Leblanc (1960-1962)
- Docteur Marcel-André Frenette (1962-1965)
- Georges-Henri Fortin (1965-1966)
- Georges-Émile Malenfant (1966-1968)
- Maître Yvon Groulx (1968-1969)
- Gilles Noiseux (1969-1970)
- Maître Jacques-Yvan Morin (1970-1972)
- Léo Jacques (1972-1976)
- Alain Généreux (1976-1978)
- Claude Rochon (1978-1980)
- Raymond Vaillancourt (1980-1981)
- Jean-Guy Lorrain (1981-1982)
- Gilles Rhéaume (1982-1985)
- Rolland Chaussé (1985-1990)
- Jean Coulombe (1990)
- Sylvain Simard (1990-1994)
- Louise Laurin (1994-1996)
- Marjolaine Gaudreault (1996)
- Monique Vézina (1996-1998)
- Louise Paquet (1998-2002)
- Chantale Trottier (2002-2013)
- Gilles Laporte (2013–2015)
- Martine Desjardins (2015-2017)
- Étienne-Alexis Boucher (2017-2020)
- Thérèse David (2020-2022)
- Frédéric Lapointe (2022-Aujourd'hui)

## Distinctions

### La Médaille René-Chaloult
Créée en 1973 à l'occasion du 25e anniversaire de fondation du MNQ, la Médaille René-Chaloult (anciennement Médaille d'argent) est décernée pour honorer le travail et l'œuvre d'une personnalité québécoise qui s'est illustrée, soit dans le domaine intellectuel, artistique ou humanitaire, soit sur le plan politique, socio-économique ou culturel, ou encore dans le monde des loisirs et des sports.
Depuis sa création, elle a été décernée aux personnes suivantes :
- 1973 — René Chaloult, député et historien
- 1973 — Esdras Minville, écrivain et économiste
- 1974 — Jean-Marc Léger, journaliste et diplomate
- 1977 — Alfred Rouleau, pour le Mouvement Desjardins
- 1979 — Félix Leclerc, écrivain et auteur-interprète
- 1982 — Marcel Robidas, maire de Longueuil
- 1984 — Gérard Turcotte, ancien président du MNQ
- 1987 — Jean-Pierre Coallier, propriétaire de CIEL-MF, station de radio qui ne diffuse qu'en français
- 1989 — Fernand Daoust, secrétaire-général de la FTQ
- 1991 — Janette Bertrand, écrivaine et animatrice
- 1994 — Michel Tremblay, écrivain et dramaturge
- 1997 — Pierre Perrault, poète et cinéaste
- 1999 — Jacques Proulx, ex-président de l’UPA, président fondateur de Solidarité rurale du Québec
- 2012 — Jacques Lacoursière, historien
- 2021 — Lorraine Pintal, directrice du Théâtre du Nouveau Monde
- 2021 — Chantal Machabée, journaliste sportive

### La Médaille René-Lévesque
La Médaille René-Lévesque (anciennement médaille d'or) a été créée le 1er octobre 2000 et est remise une fois par dix ans lors d’anniversaires ou d’occasions spéciales à une Québécoise ou un Québécois qui ont, par leurs réalisations et leur engagement, suscité la fierté et la reconnaissance du peuple québécois. La médaille est nommée en l'honneur de René Lévesque, ancien premier ministre du Québec.
- 2000 : Lise Payette, productrice, femme politique et auteure[10].
- 2000 : Gilles Vigneault, écrivain et auteur-compositeur-interprète[11].
- 2009 : Jacques Parizeau, ancien premier ministre du Québec[11].
- 2019 : Bernard Landry, ancien premier ministre du Québec

### La Médaille de bronze
Décernée par le MNQ sur recommandation d'une Société membre, elle est remise à une personne qui a travaillé à promouvoir les intérêts des Québécoises et des Québécois dans sa région.
Depuis sa création, ce sont plus de 125 personnes qui ont ainsi été honorées pour leur dévouement à la cause du Québec.  

### Le prix «Artisan de la Fête nationale»
Le prix « Artisan de la Fête nationale », créé en 2009 pour les 25 ans de coordination par le Mouvement national des Québécoises et Québécois et ses Sociétés affiliées, est remis pour souligner la contribution exceptionnelle d’un artisan au succès de la Fête nationale. Ce prix est également remis dans chaque région du Québec afin de souligner la contribution des organisateurs et des bénévoles qui sont, année après année, plus de 20 000 à travers tout le Québec.
- 2009 — Normand Brathwaite, pour avoir animé le spectacle dans la Capitale et à Montréal pendant une décennie.
- 2010 — Gilles Vigneault, pour sa contribution exceptionnelle au rayonnement des célébrations avec sa chanson Gens du pays, véritable hymne à la fierté québécoise, créée en 1975.
- 2011 — 1 fois 5, (Robert Charlebois, Yvon Deschamps, Jean-Pierre Ferland, Claude Léveillé, Gilles Vigneault et le producteur Guy Latraverse).
- 2012 — Sylvie Rémillard et Jean Rémillard, pour leur implication à la production et à la direction artistique du spectacle sur les plaines d’Abraham ainsi qu’au parc Maisonneuve depuis plusieurs années.
- 2013 — Paul Piché, dans le cadre du 35e anniversaire de son album épique À qui appartient l’beau temps ?
- 2014 — Mouvement national des Québécoises et Québécois, coordonnateur des festivités de la Fête nationale depuis 30 ans, le MNQ a reçu cet hommage par l’entremise de 18 collaborateurs ayant œuvré 15 ans ou plus à la coordination nationale ou dans la réalisation en région de ce grand rassemblement.
- 2015 — Prix non remis (coupure budgétaire)
- 2016 — Gervais Lessard, Yves Lambert et André Marchand, pour leur apport à la musique traditionnelle.
- 2017 — Les Cowboys fringants
- 2018 — Ginette Reno
- 2019 — Robert Charlebois
- 2020 — Judi Richards
- 2021 — Yvon Deschamps
- 2022 — Diane Dufresne
- 2023 — Beau Dommage
- 2024 — Marjo